# Olsen-banden
 "Olsenbanden" omdirigeres hertil. For den norske filmserie, se Olsenbanden (Norge).
 For alternative betydninger, se Olsen-banden (flertydig). (Se også artikler, som begynder med Olsen-banden)
Olsen-banden, Olsen Banden eller Olsen-Banden er en serie af danske kriminalkomedier, der handler om Egon Olsen, Benny Frandsen og Kjeld Jensen og deres utrættelige bestræbelser på at stjæle millioner. Serien består af 14 film og er produceret af Nordisk Film i de 30 år fra 1968 til 1998. De er blandt de mest sete film i danske biografer.

## Generelt
Det hidsige forbrydergeni Egon Olsen er bandens leder, og det er oftest ham der står bag meget fantasifulde planer, hvor remedierne kan være en Tuborg, 100 balloner, en gammel ost, nullermænd og en piberenser. Filmene er stort set bygget op efter samme formel: Egon kommer ud af fængslet, hvorefter han fremlægger sin nye plan, som skal gøre banden til millionærer. Bandens modstandere er politiet, samfundets top, økonomiske forbrydere og Bøffen. Egon sidder ofte i fængsel og deler celle med en advokat eller en anden højtstående samfundsborger, der "ved god besked" og kan forsyne Egon med de oplysninger, som bandelederen har brug for i sine geniale planer, hvor alt er timet og tilrettelagt.
De fleste film ender med, at Egon bliver fanget af politiet og bliver sat bag tremmer. Nogle gange fordi politiet ikke kan komme til den rigtige bagmand og tager, hvad det kan finde. Som kriminalassistent Jensen udtrykker det: "Det eneste politiet kan gøre, når de virkelig store forbrydere kommer forbi, er at tilbyde dem sin beskyttelse" (citat fra Olsen-Bandens sidste bedrifter).
Når politiet kommer, lykkes det desuden altid for Benny og Kjeld at stikke af, oftest gennem bagdøren, som politiet i Olsen-Banden aldrig har tænkt på at dække.
Kjeld er gift med den meget feminine og bestemmende kvinde, Yvonne, og sammen har de sønnen Børge. En dreng som især i de første film er en knap så velopdragen eller velsoigneret dreng med langt hår og store, runde briller. Børge medvirker nu og da også ved Olsen-bandens kup og udfører altid sin del af opgaven upåklageligt.

### Ordvalg
I seriens tidligste film var sproget groft og filmene let erotiske. Begge dele blev nedtonet i de senere film for at appellere til et bredere publikum, heriblandt yngre biografgængere.
Egons ordvalg
Egon Olsens skældsord er bibeholdt gennem hele serien. Sprogbrug og ordvalg er en vigtig del af Olsen-Bandens særpræg. Også Egons skældsord, som i mange tilfælde også anvendes af andre personer i filmene, går igen: "sindssyge kvindemenneske" (altid henvendt til Yvonne). De to andre bandemedlemmer, Benny og Kjeld, må lægge ører til: hundehoveder, hængerøve, halenegere, fæhoveder, lusede amatører, lusepustere, slapsvanse, småfede grødbønder, feje hunde, jammer-kommoder, klamphuggere, skidespræller, narrehat, elendige socialdemokrater. Til Kjeld siger Egon jævnligt: "Sølle skvat, fede skvat, tøffeldyr". Mens Dynamit-Harry må høre: "bovlamme bidesild, pjalt, pjok, pudseklud, snotklat, lumpne lus, idiot" (Olsen-banden går amok) m.fl.
Efter at Benny og Kjeld har reddet Egons liv, sker det i enkelte film, at Egon takker sine to redningsmænd med en opremsning (der dog er kortere end rækken af Egons skældsord):
“I er mine venner. I er intelligente, dristige, ædle, storsindede” (fx Olsen-banden i Jylland og Olsen-bandens sidste bedrifter).
Yvonne
Yvonnes farverige påklædning og ordvalg er også karakteristisk: ("Dét siger jeg dig, Egon! Meget har du budt mig gennem alle disse år...". "Vor Herre bevares". "...og der er tusind ting..."
I Olsen-banden deruda' viser Yvonne, at hun kan træde i karakter som handlekraftig chauffør, og i Olsen-banden over alle bjerge er Yvonne med til at aflede hotelinspektørens opmærksomhed.
Kjeld
Den underkuede, nervøse og særdeles madglade (fx Olsen-banden ser rødt og Olsen-banden går i krig) tøffelhelt Kjeld Jensen er tydeligt mere bange for Yvonne, end han er for Bøffen (Olsen-banden deruda').
Til Kjelds ordvalg hører: "Er det farligt?", "Hvad skal jeg sige til Yvonne?", "Jeg vidste det, jeg vidste det!". "Ja, ja, jeg skal nok". "Hvad gør vi, hvad gør vi?"
Benny
Den altid fornøjede Benny Frandsen udbryder ofte "at tage røven på" og siger "det dumme svin" om Bøffen. Endvidere gør Benny det til en vane at sige "skide" foran hver andet tillægsord. Især "skide godt" og "Skide godt, Egon". Dertil kommer "skide smart" (Olsen-banden overgiver sig aldrig) og "skide fantastisk" (Olsen-banden deruda'). Benny huskes også for at sige: "Selvfølgelig går det, når Egon si'r det."
 Bennys kørefærdigheder mv. 
Bennys køretøj er en vigtig rekvisit i Olsen-banden. Modellen skifter ganske vist i løbet af de 13 første film, men i de fleste af filmene er der tale om en lettere rusten 50'er-Chevrolet Impala eller Bel Air. Dertil kommer Bennys aldrig svigtende evne til at køre alt, hvad der er på hjul, såvel bus (Olsen-bandens sidste bedrifter) som kampvogn (Olsen-banden overgiver sig aldrig). Men Bennys bil mangler ofte benzin (Olsen-banden og Olsen-banden deruda' m.fl.). Desuden kan Benny betjene ethvert apparatur, fifle med enhver maskine eller automat, samt åbne enhver dør. Det sker alt sammen som oftest ved brug af hans specielt tildannede stykke messing, kaldet "dimsen".

### Berejst bande
Ofte er det Benny, som sidder bag rattet, når Olsen-banden skal transporteres.
De fleste film foregår helt eller delvist i hovedstadsområdet. Af lokaliteter i hovedstadsområdet, som banden besøger, kan nævnes:
- Albertslund (Vridsløselille Fængsel hvor Egon afsoner)[13]
- Valby (Kjelds og Yvonnes bolig er i Valby, siger Børge i Olsen-banden på sporet)
- Rigsregistraturen[14] i Gentofte,[15][16] som ligner Herlev Hospital[17] (Olsen-banden går i krig)
- Københavns Rådhus (Olsen-banden går i krig)
- Det kongelige Teater (Olsen-banden ser rødt)
- Kongens Nytorv (Olsen-banden deruda')
- Ministerens bolig i Hellerup (Olsen-banden overgiver sig aldrig)
- Amager (Olsen-banden på sporet) og navnlig Amager Syrefabrik (Olsen-bandens flugt over plankeværket)
- Politigården besøger Benny og Kjeld (Olsen-banden overgiver sig aldrig)
- Nationalbanken (Olsen-banden på spanden)
- Glostrup. Olsen-banden krydser Kornmarksvej med rangerlokomotiv og pansret godsvogn i Olsen-banden på sporet.

Øvrige lokaliteter i Danmark, som Olsen-banden ser:
- På Møn og Bogø og på færgen mellem Bogø og Stubbekøbing i Olsen-banden[18][19] håber banden på at få fingre i Kejseropsatsen.
- I Vestjylland især Bunkermuseum Hanstholm og Thy, Olsen-banden i Jylland jagter banden generalens skat.[20]
- I Olsen-banden ser rødt går turen til lensbaronens slot, slottet Borreholm;[21] slottet er Vallø Slot ved Køge.[22]

Egon, Benny og Kjeld er lejlighedsvis uden for Danmark på jagt efter penge, juveler, guld eller dokumenter:
- Mallorca og øvrige Spanien, Olsen-bandens sidste bedrifter,[23] Olsen-banden på sporet og Olsen-bandens sidste stik[24]
- I EF's hovedkvarter, Bruxelles, Belgien, Olsen-Banden overgiver sig aldrig, henter de tre mænd de danske dokumenter i box 3.[25]
- Byernes by, Paris, i Frankrig, Olsen-Banden over alle bjerge, hvor banden får hjælp af en af de lokale frække damer.[26]
- Schweiz, Olsen-bandens sidste bedrifter (Egon er dog rejst alene til Alperne.)[27]

### Bandens svagheder
Egon Olsen har blik for modstanderes svagheder, især frokosten, der er det mest følsomme led i enhver organisation (Olsen-banden går i krig). Men Egon mangler blik for bandemedlemmernes egne svagheder: Egons karakter rummer to svagheder: han mener selv, at han hører hjemme blandt internationale finansfolk (Olsen-bandens sidste bedrifter og Olsen-banden på sporet). Og Egon Olsen har behov for at vise, at han ikke er en lille lus og møde op hos kapitalisten, der har snydt ham og hovere ved at sige: "Det havde De nok ikke regnet med!" (Olsen-bandens sidste bedrifter og Olsen-Banden overgiver sig aldrig m.fl.). Kvindebedåreren Benny kan ikke holde fingrene fra en dame (Olsen-banden, Olsen-bandens sidste bedrifter og Olsen-banden over alle bjerge). Den overvægtige Kjeld kan slet ikke holde sine fingre fra mad (Olsen-banden går i krig, Olsen-banden ser rødt og Olsen-banden går amok m.fl.).

### Rivaliserende bander
I enkelte film kæmper Olsen-banden mod en rivaliserende bande:
- I Olsen-banden på spanden mislykkedes Egons forsøg på at røve en sparekasse; til dels fordi en anden røver allerede er i gang og politiet lige i nærheden, da Egon ankommer. I samme film møder Banden gangsterorganisationen Unione Siciliana,[c] ledet af Serafimo Motzarella [sic][28], der står bag filmens hovedkup og måske er den mest kapable modstander Olsen-banden har været oppe imod.[29]
- I Olsen-banden i Jylland udgør Rico og Karen (kaldet Karina) en bande,[20] der også forsøger at få fat i Generalens skat.
- I Olsen-bandens store kup er modstanderen banden Kongen og Knægten, der også omfatter "Damen"; Knægtens søster Sonja [30] spillet af hhv. Arthur Jensen, Poul Reichhardt og Annika Persson. Knægten bruger springkniv, mens Damen er den klogeste af de to.
- I Olsen-banden deruda' består den konkurrerende bande af mester Hansen og Bøffen.[31]
- I Olsen-bandens sidste stik udgør Bøffen og Alf et team,[32] som atter forsøger at aflive Olsen-banden.

### Aflivningsmetoder og voldsudøvelse
I Olsen-banden på spanden beskydes Egon og resten af banden rutinemæssigt med ild fra maskinpistoler. Gangsterne fra Unione Siciliana har flere lejligheder til uhindret at likvidere hele banden, men benytter tilsyneladende fortrinsvis sine våben til intimidering. Om K.B. Mortensen har samme hensigt, er uvist.
I Olsen-banden i Jylland forsøger frømanden Rico at skyde Egon; endvidere forsøger Rico også at skyde Kjeld, og Rico truer Børge med sin pistol, da han kidnapper ham. Rico ville muligvis have knust hele banden under skrotpressen, hvis ikke Betterøv var kommet i vejen.
Egon bliver, sandsynligvis utilsigtet, låst inde i et fryserum i Olsen-banden går amok.
I flere film pålægges Bøffen at aflive Egon, subsidiært lade ham forsvinde og blive helt væk. Han har, med få undtagelser frie hænder til opgaven og ved lige præcis hvordan. Blandt metoderne er:
- Olsen-bandens sidste bedrifter: Drukning i havn med fødderne faststøbt i cement
- Olsen-banden på sporet: Transport til Australien. I en kasse
- Olsen-banden ser rødt: Indmuring i niche
- Olsen-banden deruda': Sprængning med helvedesmaskine placeret i varebil
- Olsen-banden går i krig: Gasforgiftning[34]
- Olsen-banden går i krig: Nedstyrtning fra tårnur[e]
- Olsen-banden overgiver sig aldrig: Bortsprængning siddende på stol i grusgrav
- Olsen-bandens flugt over plankeværket: Knusning i stenknuseværk i grusgrav
- Olsen-bandens flugt over plankeværket: Drukning og opløsning i uspecificeret kemikaliesump[f]
- Olsen-bandens sidste stik: Levende begravelse i arbejds-skakt på byggeplads
- (den norske film …men Olsenbanden var ikke død! (1984)): Oversavning - i stedet for den oversavede dame [35][36]

Dertil skal lægges, at bøffen rutinemæssigt slår Egon bevidstløs med stump vold mod hovedet fra fx knippel og grov skiftenøgle. Omvendt bliver Bøffen også selv tildelt sin andel af hovedtraumer:
"Olsen-banden udøver ikke vold" - og dog
- Olsen-banden på spanden: Tysk aktionsstyrke dræbes eller kvæstes ved sprængning som følge af uagtsom håndtering af sprængstof
- Olsen-bandens sidste bedrifter: Bøffen træffes utilsigtet i hovedet af balje med cement og Egon
- Olsen-banden deruda': Kjeld forårsager, at Bøffen slås bevidstløs ved baglæns fald i gyngestol
- Olsen-banden går i krig: Benny udsætter Bøffen for karma-gaseksplosion
- Olsen-banden overgiver sig aldrig: Benny omkobler ledninger, så Bøffen udsætter sig selv for sprængning af hel kasse dynamit
- Olsen-banden overgiver sig aldrig: Benny slår Sikkerheds/livvagt bevidstløs med kampvogns kanonløb
- Olsen-bandens flugt over plankeværket: Bøffen rammes af nedfaldende (formodentlig gift/syre) tønder, da stativ kollapser

Volden ville i virkeligheden kunne føre til: Hypotermi, hovedtraumer, hjernerystelse, blødninger i hjernen, drukning, kvælning, dehydrering, blodpropper, organsvigt, multiple knoglebrud, indre blødninger, forgiftning, blodtab og chok. Imidlertid gør den ofte overdrevne, men alligevel blod-, død- og ménfri, voldsomhed den til en karikatur, der understreger filmenes slægtskab med tegnefilmsgenren.

### Special effects
Skure skal smadres, køretøjer kan knuses og olietønder omkuld
Henning Bahs stod bag special effects og de mange eksplosioner i flere af filmene.
Ødelæggelse af træskure og barakker er en tradition, videreført fra slutningen af Slå først, Frede!, hvor en hel delvist tom barakby bevidst bliver sprængt til pindebrænde. I Olsen-banden sker ødelæggelserne af trækonstruktionerne utilsigtet og ikke altid ved sprængning, men også ved fx gennemkørsel og noget så eksotisk som luftstrømmen fra et lettende jetfly.
Det samme overgår køretøjer af forskellig art, der flækkes, knækker sammen, knuses, overklippes eller bortsprænges.
I den første film Olsen-banden lykkes det at slå to fluer med eet smæk, idet en frakoblet jernbanevogn ødelægger både et træskur og en patruljevogn i samme kollision. Køretøjer kom ofte for tæt på tomme olietønder, der belejligt stod opstillet på stativer, klar til at rulle.
Fælles for effekterne var, at de ikke var for dyre eller komplicerede at udføre og stadig gav god valuta for pengene i form af komisk effekt.
Af mindre larmende effekter skal nævnes den fjernstyrede modelkampvogn i Olsen-banden går amok. Det er også filmen, hvor en dybfrossen Egon stadig kunne præstere at kunne pulse på sin cigar.
Sprængninger
- Olsen-banden: Egon foretager to sprængninger med dynamit[39]
- Olsen-banden på spanden: Dynamit-Harry foretager mere eller mindre vellykkede sprængninger med nitroglycerin og dynamit
- Olsen-banden i Jylland: Benny foretager to sprængninger, næsten som hans bror, Dynamit-Harry ville have gjort
- Olsen-banden går amok: Dynamit-Harry foretager et par mislykkede og en perfekt sprængning
- Olsen-banden på sporet: Varebil bliver påkørt af et tog og splintres
- Olsen-banden går i krig: Gaseksplosion
- Olsen-banden ser rødt: Flere små sprængninger i det Kgl. Teater
- Olsen-banden deruda': Varebil sprænges
- Olsen-banden overgiver sig aldrig: Bøffen foretager adskillige sprængninger i grusgrav
- Olsen-bandens sidste stik: Benny sprænger et pengeskab op med nitroglycerin

### Musik og sang
Det kendte Olsen-banden-tema er skrevet af Bent Fabricius-Bjerre og spillet af Papa Bues Viking Jazzband.
Variationer over et tema

Mens temaet spilles som traditionel jazz under rulleteksterne i begyndelsen, som afslutning på filmene og som markering af, at hovedkuppet er lykkedes, bruges det typisk også arrangeret i forskellige stilarter som stemningsskabende underlæg til handlingen. Fx i indledningen til Olsen-banden på sporet, hvor temaet nærmest forsvinder i en pasodoble med spansk tilbehør i form af fremtrædende trompeter og kastagnetter og i Olsen-bandens sidste bedrifter som en næsten lige så ukendelig easy listening (lounge)-version, mens Benny og Kjeld opsøger Egon på hotellet, sørgmodig aftenstemning for strygere, flygel og mundharpe under tyveriet af båden til Børge, sømandsvals under Børges sejltur mod Knippelsbro, mens kørsel i den "lånte" linie 2-bus ledsages af en ragtime-version med Scott Joplins The entertainer som forspil. I Olsen-Banden på sporet spilles det igen som lounge-version på spansk guitar i "dansk morgenmad"-scenen i Casa Olsen og som det parodierende "La pandilla de Olsen"-arrangement med kastagnetter af temaet under indbruddet hos Multi Scan.. Mens banden besøger Eiffeltårnet i Olsen-banden over alle bjerge høres temaet som musettevals.
Mens Olsen-bandens tema kan spilles mens banden eller Egon er i aktion, har hver af de rivaliserende bander fx Unione Siciliana, Rico og Karen, Kongen og Knægten, Mester Hansen og Bøffen og selv K.B. Mortensen også deres eget tema i filmene. I Olsen-Banden på sporet har Bøffen sin egen skumle bas-signatur, der sender en hilsen til Love Birds; Fabricius-Bjerres tema fra Slå først, Frede!. Dertil kommer fx temaet i Olsen-Banden på spanden, det håbefulde kærlighedstema, der udtrykker Egons håb og fortryllelse, når Bodil er i nærheden.

Spændingsmusik
Som indledning til små natlige og/eller før-rulletekstkup/indbrud bruges sædvanligvis det samme ildevarslende, truende, uhyggelige og spændingsmættede, ulmende stryger/træblæsertema, der afbrydes af to gange tre pludselige messingblæserstød. Det havde premiere i den første Olsen-bandenfilm, faktisk som det første, der høres i hele filmserien.
Stemningsmusik

Til cellokassekuppet på Hotel Europa i Olsen-Banden på spanden skrev Fabricius-Bjerre en Mozart-pastiche i form af en cellokoncert i 6 satser.. Bandens forudgående cellokassekapring i Lufthavnen underlægges af en veloplagt dixieland-pastiche af Olsen-bandentemaet udvidet til tre soli, kor og "samtale" mellem messing- og træblæserne.
Da Egon afvises af Kjeld og Benny i Olsen-Banden går amok spilles det melankolske stykke Når skyggerne bliver lange, der er udgivet på lige fod med andre mere kendte af Fabricius-Bjerres filmtemaer.
H.C. Lumbyes "Amélie Vals" og "Britta Polka" blev brugt til underlægning af jernbanekuppet/ne i Olsen-Banden på sporet, når alt gik let og harmonisk efter (køre)planen, som et urværk på skinner.
Fabricius-Bjerre stod også for et lirekassearrangement af La Paloma, som høres uden for værtshuset i Olsen-Banden på spanden og genbruges, da Kjeld arbejder som lirekassemand i Olsen-banden på sporet. I Olsen-Banden's sidste bedrifter bruges arrangementer af slageren "Spanish Eyes" / "Moon Over Naples" sammenblandet med grundsubstansen af Olsen-banden temaet som underlægning til filmens første scene (trompeter, hammondorgel og insisterende percussion og basgang) og bandens kup i Grise-Hansens restaurant (spansk guitar).
Realmusik

Selv om Fabricius-Bjerre har skrevet hovedparten af musikken i filmene, er der flere steder brugt og omarrangeret andres kompositioner. Bedst kendt er muligvis hans tilpasning af Friedrich Kuhlaus Ouverture til Elverhøj til Olsen-banden ser rødt, der gjorde det muligt for banden ubemærket at udføre kuppet i Det Kongelige Teater, idet larm fx fra sprængninger og hammerslag var timet til at følge og understøtte musikken fra orkestergraven, til kapelmesterens store tilfredshed.
Sang

Det er ikke kun banden, der er velbevandret i den danske sangskat, for Politiet holder sig heller ikke tilbage, når lejligheden byder sig. I flere film synger en eller flere medvirkende:
- I Olsen-banden på spanden er Kjeld gårdsanger.[l]
- I Olsen-banden i Jylland synger alle fem,[m] Egon, Benny, Kjeld, Yvonne og Børge, mens de kører ud ad Roskildevej (før Vridsløselille). Turen med Storebæltsoverfarten ledsages også af deres sang.[n]
- I Olsen-bandens store kup opfører Kongen og Knægten et sang- og dansenummer i deres hotelsuite til deres bandes tema.[o]. I hytten ved lufthavnen skriver og prøvesynger Yvonne Børges konfirmationssang[p]
- I Olsen-banden går amok synger Kjeld, Yvonne, Benny samt Ragna og Hr. Kvist[q] og Dynamit-Harry synger, mens han forbereder en sprængning og derefter i ølvognen[r]
- I Olsen-bandens sidste bedrifter giver tre turister på Kongens Nytorv en prøve på den norske sangskat[s] og de motionerende betjente den danske,[t] mens Benny og Kjeld danner bagtrop.[u] Egon synger en lille sang[v] om sin hat (eller kat).
- I Olsen-Banden på sporet skriver og fremfører K.A. Jensen teksten til lejlighedssangen[w] til skovturen og deltagerne kvitterer med flerstemmig hyldestsang[x]
- I Olsen-Banden går i krig fremfører Egon en gasberuset fragmentarisk fortolkning af noget, der kan være en sammensmeltning af skandinaviske folkeviser[48]
- I Olsen-bandens sidste stik spiller Ruth piano og synger duet med Kjeld[y]

### Kostumer
Kostumier Lotte Dandanell har skabt de velkendte og næsten ikoniske kostumer for hovedpersonerne. Værd at bemærke er, at alle bærer en eller anden form for hovedbeklædning.
Bandelederen, Egon, er velklædt og lidt gangsteragtigt men også bedaget iført nålestribet jakkesæt, slips og grå bowlerhat. Benny er iført ternet tweedjakke, lyserød skjorte, lidt (for) korte bukser, gule sokker og en Fedora-hat, mens Kjeld er iført en fløjlsjakke, en newsboy cap og butterfly. Jakken var Bundgaards egen, var købt på Mallorca og hans kone hadede den. Kjeld har ligeledes en jordemodertaske til de remedier, der skal bruges til de forskellige kup.
For både Benny og Kjeld gælder, at de er klædt i brune farver, som var 1970’ernes modefarver.
Yvonne har en lang række farverige og ofte storblomstrede kjoler og altid med en bredskygget, matchende hat. Kirsten Walther var selv meget involveret i sine kostumer og påvirkede længden, da hun gerne ville vise sine ben i rollen. Snittet er ofte i A-form og med mønstre, som var populære i 1960'erne. Dette har affødt at farverige 60'er- og 70'er-kjoler undertiden omtales som "Yvonne-kjoler". En af de mest berømte er en ensfarvet lyserød kjole med bånd af margueritter langs halsudskæringen med matchende margeuritøreklips, som blev brugt i flere af filmene.. I flere af filmene hænger udvalgte kjoler sammen til skue i entreen.
Andre personer har ligeledes den samme type kostumer igennem hele serien, dette tæller bl.a. Bøffen iført sort-hvid stribet T-shirt og lædervest, Holm Hansen i mørkt jakkesæt og kriminalassistent Jensen med trilby og tweedjakke.
Olsen-bandens sidste befrifter indeholder en kostumemæssig hilsen til Erik Ballings Sommer i Tyrol, idet kvinden (Weiding), der efterstræber Benny, er iført en kjole med hat og parasol, der til forveksling ligner Klara "Klärchen" Müllers (Lone Hertz) meget pæne kjole i filmens Bjergbane-scene.

### Instruktion og popularitet
Olsen-banden-filmene er instrueret af Erik Balling. Han og Henning Bahs skrev manuskript til de første 13 film. I den 14. film var Tom Hedegaard og efter hans død Morten Arnfred instruktører. Dels kom den efter 17 års pause, dels var Kjelds og Yvonnes hus revet ned. Først og fremmest var nogle af de faste skuespillere døde, og adskillige af de øvrige var blevet meget gamle. Poul Bundgaard (Kjeld) og instruktør Tom Hedegaard døde midt under optagelserne. Tommy Kenter måtte spille Kjeld i de resterende scener, men Kjeld vender ryggen til kameraet. Bjørn Watt Boolsen døde senere samme år og nåede kun lige netop at fuldføre filmen. Endelig var det et totalt brud på traditionerne at Balling og Bahs ikke instruerede. Mange Olsen-banden-fans mener, at resultatet af den 14. film blev derefter.
Olsen-banden-filmene er nogle af de mest sete i biografen i Danmark. En opgørelse fra Danmarks Statistik pr. 2013 viser desuden, at de tre mest sete danske film indtil 2013 var Olsen-banden-film:
1. Olsen-banden ser rødt (1976): 1.201.145 solgte billetter
2. Olsen-banden deruda' (1977): 1.044.787 solgte billetter
3. Olsen-banden går i krig (1978): 1.005.753 solgte billetter

Derudover er to af seriens andre film blandt de bedste sælgende danske film nogensinde; Olsen-banden overgiver sig aldrig (1979) med 934.878 solgte billetter og Olsen-bandens flugt over plankeværket (1981) med 810.956 solgte billetter.

### Genre og eksportvare
Olsen-banden-filmenes specielle blanding af folkekomedie, socialrealisme (bandens planer gennemgås altid i Kjelds lille lejlighed i Valbys arbejderkvarter) og kriminalhistorie har gjort dem til nogle af de mest elskede danske film.
De originale film var populære i DDR og Østeuropa (især Polen og Ungarn), fordi de kunne slippe igennem den kommunistiske censur, da styret mente, at Olsen-banden gjorde grin med de kapitalistiske autoriteter. De er i dag en række film, der ofte bliver genudsendt i det forenede Tyskland, det siges at filmene blev meget populære, da DDR-borgerne kunne relatere til figurerne i filmene. Olsen-banden-filmene er genindspillet i Sverige under navnet Jönssonligan og i Norge under navnet Olsenbanden.

## Den røde tråd
I de første fire Olsen-banden-film (og især i de første to) er der ikke helt den samme røde tråd som i de senere film: I den anden, Olsen-banden på spanden, har Egon tænkt sig at arbejde ærligt og redeligt. Han vil stoppe med forbrydelserne, så hér er der ikke tale om et kup. I Olsen-banden har Kjeld og Yvonne tre børn, og Benny er forlovet og skal også være far. Kjeld og Yvonne får først deres faste bopæl på Asta Nielsen Strædet i Valby fra og med film nr. 4; Olsen bandens store kup.
De to faste politimænd, kriminalassistent Jensen og hans kriminalbetjent Holm, kommer ses først til i film nr. 5 (Olsen-banden går amok). Indtil da har det været betjent Mortensen, som var på nakken af Olsen-banden. Endelig opstår den faste, kapitalistiske skurk (Holm-Hansen, Bang-Johansen eller Hallandsen) også først i Olsen-banden går amok. Det samme gælder også Olsen-bandens evige fysiske trussel, Bøffen.
Den røde tråd gennem de fleste film er oftest, at banden før rulleteksterne foretager et lille finurligt kup, der mislykkes og sender Egon i fængsel. Egon løslades og medbringer en plan til filmens store hovedkup, der først kræver et par simple forberedende kup for at skaffe finanser til/og/eller udstyr. Hovedkuppet er langt mere kompliceret, men lykkes i første omgang, hvorefter banden mister byttet som følge af Egons stolthed og overmod, Yvonnes nævenyttighed, rivaliserende bander eller skrupelløse bagmænds livsfarlige håndlangere, hvorefter der skal udføres indtil flere reaktive kup for at vinde det tilbage. Lykkes det banden at nå helt i mål, vil der til gengæld (med få undtagelser) altid være en anden faktor, der sørger for, at Egon under alle omstændigheder havner i Statsfængslet i Vridsløselille, fx kommer skattevæsenet på besøg til sidst i Olsen-banden på sporet og river hele banden ned på jorden igen.

### Kontinuitet
Man kan filosofere over, hvorvidt det i filmens verden er tabet af bagmanden H.C. Hallandsens sorte penge, som går op i røg i Olsen-banden går amok, der breder sig som ringe i vandet i de efterfølgende film og tvinger bagmændene, evt. ved hjælp af Egons ekspertise, til at realisere "deres" gemte "aktiver" og foretage dristige økonomiske manøvrer, med den bivirkning, at de derved åbner mulighed for, at banden samtidig kan slå til. Nogenlunde sikkert er det, at det er K.A. Jensens fejlslagne politiaktion mod H.C. Hallandsens domicil, "Huset på Christianshavn" i samme film, som knækker og desillusionerer den ellers ambitiøse kriminalassistent, allerede dén film, som bringer ham ind i serien. Alt taler for, at Jensen faktisk ville have fået ram på H.C. Hallandsen, hvis ikke Egon kort forinden havde tømt pengeskabet for værdier og derved fjernet beviserne mod Hallandsen.. Det kan dog være en eftertanke fra skabernes side, der tog form, efterhånden som serien blev ved med at fortsætte, trods forsøg på at afslutte den.
Da alt var kørt i stilling til at afslutte serien med Olsen-bandens sidste bedrifter, nøjes banden med at tage pengene og efterlader netop diamanterne i Holm-Hansens skab i Børsen, hvilket fører til hans anholdelse. Men da pengene mod sædvane ikke er blevet destrueret, går bagmændene - ikke Holm-Hansen, der muligvis er magtesløs, fængslet og derfor ude af billedet - direkte med Bøffens hjælp efter banden i næste film. Ikke for at få hævn, men fordi det Schweiziske konsortium, der står bag Multi Scan simpelthen stadig/igen savner finanser(ne), som salget af diamanterne fra Hallandsens villa i Schweiz skulle skaffe.

### Planer
"Jeg har en plan", siger Egon i hver film. Men Erik Balling og Henning Bahs har udtænkt Egons geniale planer.

### Pengeskabe
En anden rød tråd i filmene er, at de pengeskabe som Olsen-banden bryder ind i, næsten alle er fra firmaet Franz Jäger, Berlin. Selv togvognen, der indeholder de kostbare guldbarrer i Olsen-banden på sporet, er pudsigt nok fremstillet hos Franz Jäger. Netop dette fabrikat ser ikke ud til at volde banden nævneværdige problemer, da det altid lykkes Egon (og en enkelt gang Benny) at åbne dem ved brug af simple hjælpemidler: Stetoskop, talkum og gummihandsker. I Olsen-banden ser rødt optræder et skab fra Francis Hunter i Birmingham og i Olsen-bandens sidste stik et Schweizisk sikkerhedssystem fra François Chasseur et cie; den engelske hhv. franske oversættelse af Franz Jäger (og co.). Under åbningen af det engelske skab bemærker Egon "Det er næsten det samme, man skal bare holde til venstre", hvilket er en hentydning til venstrekørslen i Storbritannien.
Francis Hunter er også navnet på amerikansk-fremstillede udgaver, der optræder i Olsen-banden deruda'. De har en differentialmekanisme, som arbejder med et logaritmisk opbygget talsystem og er umulige at åbne uden at kende zonetallet. Dørenes Atlas bærer Himmelkuglen-logo ses på skabet i før-rulletekstkuppet og på Verdensbankens nødudgang. Samme logo ses flygtigt på den åbne boksdør i Rigsregistraturens arkiv i Olsen-banden går i krig.
I de fleste film åbner Egon pengeskabet, men i Olsen-banden går i krig åbner Benny storgrinende let et Franz Jäger-skab til Egons store overraskelse og irritation samt med lidt besvær et "Nyrop-skab" på rådhuset ved at anvende Egons udstyr. I Olsen-bandens sidste bedrifter åbner Egon Holm-Hansens skab på Børsen iført håndjern og uden brug af talkum og gummihandsker. I Olsen-banden ser rødt bliver Bennys forsøg på at åbne et B. Olsen, Odense-skab i den lokale Irma-butik afbrudt af brandalarmen.
Rød kuffert

Inde i et pengeskab opbevares penge eller dokumenter typisk i en rød kuffert (fx Olsen-bandens sidste bedrifter og Olsen-banden deruda' samt Olsen-banden ser rødt og Olsen-banden overgiver sig aldrig samt Olsen-bandens flugt over plankeværket.

### Latinske slogans
Af andre finurligheder, som Balling og Bahs har lagt ind i filmene, kan nævnes de skurkagtige foretagenders latinske slogans, der kan opfattes som satiriske kommentarer.
- Sheiken af Abradans "Pecunia Non Olet" ("Penge lugter ikke") i Olsen-bandens sidste bedrifter[77]
- Verdensbankens "Sine Pecunia Dolet" ("Uden penge gør det ondt") i Olsen-banden deruda'[78]
- Rigsregistraturens "Per fas et nefas" ("Med det gode og det onde") i Olsen-banden går i krig[79]
- Løvenvold-slægtens "Honi soit qui pense" ("Skam få den som tænker")[al] i Olsen-banden ser rødt[80][81]
- De Europæiske Fællesskabers "Unitas per vires" ("Enighed gennem styrke")[am] i Olsen-banden overgiver sig aldrig
- Forsikringsselskabet Høje Nords "In calamitate fidus"[83] ("Trofast i ulykke")[an] i Olsen-bandens flugt over plankeværket[84]
- Statsadministrationens Destruktionsanstalts (SDA) "Nihil Sine Absentia" ("Intet uden fravær")[ao] i Olsen-bandens sidste stik

### Genbrug af scener
Der findes en række scener, som gentages, fx Egon, som kommer ud af fængsel og fremlæggelse af Egons plan i Kjelds og Yvonnes stue.
Dertil kommer enkelte gentagne scener. Eksempelvis:
- Nøgen dame står foran Benny (Olsen-banden og Olsen-banden over alle bjerge)
- Møde på toiletter (Olsen-banden går amok og Olsen-bandens sidste stik).
- I Olsen-bandens sidste bedrifter foreslår Benny at slå Egon i hovedet med en stor hammer, for i Olsen-banden i Jylland slog Egon Kjeld i hovedet med en stor hammer.
- Dialogen: "Kan I tilgive mig, I har reddet mit liv... men jeg har også mine fejl! -nej, det har du ikke! -jo, jeg har! -gu' har du ej! -all right, så siger vi det!" på Mads Femøres skrotplads efter harpun-scenen med Rico i Olsen-banden i Jylland gentages nærmest ordret,[ap] efter cement-scenen på skrotpladsen i Sydhavnen i Olsen-Bandens sidste bedrifter.
- I Olsen-banden i Jylland fik Kjeld granatchock og i Olsen-banden ser rødt råbte Kjeld, da Kjeld og Benny var ved at blive afsløret i slottets kælder.

## Filmene
Oprindeligt var det meningen, at der kun skulle laves seks film: Olsen-banden film nr. 6 (Olsen-bandens sidste bedrifter) bærer således også tydeligt præg af, at Balling havde tænkt sig, at det skulle være den endegyldigt sidste. Dels er der titlen: Olsen-bandens sidste bedrifter. Dels lykkes kuppet, og Olsen-banden får deres drøm opfyldt: De bliver millionærer, og rejser til Spanien. Og endelig afsluttes filmen med nogle afskedsritualer.
Men allerede året efter var Olsen-banden igen i gang med de folkekære film.
Film nr. 13 (Olsen-banden over alle bjerge) var selvfølgelig også tænkt som den sidste i rækken. Egons kup lykkes delvist, Kjeld og Benny får i hvert fald fingre i millionerne. Egon havner dog på Vridsløse Fængsels psykiatriske afdeling (6. afdeling). Endelig afsluttes denne film også med en "afsked" med de fire hovedpersoner, Benny, Kjeld, Yvonne og Egon.
| Nr. | Titel                                 | Årstal | Antal solgte billetter |
| --- | ------------------------------------- | ------ | ---------------------- |
| 1   | Olsen-banden                          | 1968   | 204.313                |
| 2   | Olsen-banden på spanden               | 1969   | 227.436                |
| 3   | Olsen-banden i Jylland                | 1971   | 338.898                |
| 4   | Olsen-bandens store kup               | 1972   | 268.134                |
| 5   | Olsen-banden går amok                 | 1973   | 190.688                |
| 6   | Olsen-bandens sidste bedrifter        | 1974   | 295.706                |
| 7   | Olsen-banden på sporet                | 1975   | 648.057                |
| 8   | Olsen-banden ser rødt                 | 1976   | 1.201.293              |
| 9   | Olsen-banden deruda'                  | 1977   | 1.044.801              |
| 10  | Olsen-banden går i krig               | 1978   | 1.005.759              |
| 11  | Olsen-banden overgiver sig aldrig     | 1979   | 934.878                |
| 12  | Olsen-bandens flugt over plankeværket | 1981   | 810.956                |
| 13  | Olsen-banden over alle bjerge         | 1981   | 660.867                |
| 14  | Olsen-bandens sidste stik             | 1998   | 628.801                |

Sammenlagt har de 14 originale Olsen-banden film solgt 8.460.587 biografbilletter i Danmark.
I midten af 1970'erne blev der produceret en række oplysningfilm, der skulle gøre danskerne bedre til at spare på vand, varme, el og brændstof under energikrisen. Disse var bl.a. Kør fornuftigt (om at spare på brændstof), Samkørsel, Energifråsere (om at spare på strøm og varme i hjemmet), Den 16 min. lange Et isoleret tilfælde bør fremhæves, for den ligner et rigtigt kup. Endvidere findes Det er asocialt og Vi skal isolere; her blev banden kaldt Olie Banden.
Andre Olsen-Banden film er henholdsvis:
| Titel                                            | Årstal | Antal solgte billetter |
| ------------------------------------------------ | ------ | ---------------------- |
| Olsen-banden Junior (børnefilm)                  | 2001   | 195.132                |
| Olsen-banden på de bonede gulve (animationsfilm) | 2010   | 330.159                |
| Olsen-banden på dybt vand (animationsfilm)       | 2013   | 195.649                |

I 1999 blev julekalenderen Olsen-bandens første kup sendt på TV 2. I 2008 havde musicalen Olsen Banden og den Russiske Juvel premiere.

## Delt univers
Skaberne af Olsen-banden, Balling og Bahs sendte hilsner frem og tilbage mellem de film og TV-serier, de var involveret i. Mange hilsner sendes til og fra den samtidige TV-serie Huset på Christianshavn, hvor Larsen, der kunne være Egon Olsens elegante tvillingebror, driver gæk med ordensmagten og nu og da, i penible situationer, med sine særlige færdigheder hjælper og får hjælp af husets øvrige beboere. Den senere detektivserie Anthonsen trækker også referencer til banden, endog gennem den 4. væg.
Derudover optræder der fx elementer fra Balling/Bahs-filmene: Sommer i Tyrol, Martha, Slå først, Frede! og Ballade på Christianshavn.
Huset på Christianshavn
I Olsen-banden går amok omtaler K.A. Jensen under sin briefing, før den store politiaktion mod bagmanden H.C. Hallandsen, dennes domicil ved Wilders bro/Strandgade på Christianshavn som "Huset på Christianshavn" .
I Olsen-banden på sporet må en flyttebil fra firmaet Jul. Larsen & Sønner, Amager holde for rødt lys, mens Olsen-banden med tog krydser Vasbygade. Chaufføren i flyttebilen spilles af Bertel Lauring, der i de senere episoder af serien spillede flyttemand Olsens makker i et flyttefirma med samme navn.
I samme film optræder skuespillerne Kirsten Hansen-Møller og Finn Storgaard, der i TV-serien spiller parret Rikke og Tue, pædagogen og psykologistudenten indtil de i afs. 36 i 1973 flyttede til Farum og forlod serien. Efter Bøffen næsten påkører "Tue", der har hentet is til børnene og "Rikke" ved Amager Strand, viser "Tue" sig dog at arbejde som politibetjent. Det er uvist om ligheden er utilsigtet.
I Olsen-banden går i krig sætter den gasberusede og opstemte Egon Yvonne, eller måske rettere skuespilleren Kirsten Walther, i klasse med det store lærreds andre kvindelige sexsymboler: Marilyn Monroe, Mae West, Marlene Dietrich, Sophia Loren og Karla; Walthers rolle i Huset på Christianshavn.
Omvendt er der brugt elementer fra Olsen-banden i Huset på Christianshavn, især tydeligt i afsnit hvor Larsen medvirker og åbenlyst i afsnittene 29 (Kontrabande fra 1972) og 31 (Med ærlighed kommer man nu længst fra 1973), hvor Balling og/eller Bahs har skrevet manuskript eller instrueret. Ligesom i Olsen-banden på spanden (1969)  spiller Preben Kaas (hhv. Dynamit-Harry og Knold/Knud Christensen, svejse eksperten [sic]) og Birger Jensen (hhv. Harrys lærling og Tot) i Kontrabande et sølle makkerpar, der benytter sprængstof. De holder til på værtshuset Klippeskæret (O-bandens stamværtshus i O. på spanden og får en Egon Olsensk opsang af Larsen, der i øvrigt åbner flyttemandens dør med en dims, der dog er rektangulær og ikke er afrundet ligesom Bennys. Det er dimsen til gengæld i Med ærlighed kommer man nu længst, hvor Larsen bryder ind i et forsikringsselskab og åbner et pengeskab med stetoskop ledsaget af musikken, der normalt bruges som underlægning til Olsen-bandens små kup.
TV-serien Anthonsen
I første afsnit; Den store sag bryder seriens hovedperson, privatdetektiven Anthonsen (Sprogøe) den 4. væg og alle illusioner om Egon Olsens påståede fædigheder med en bemærkning om, at han sandelig ikke kender noget til, at man på film kan åbne pengeskabe med stetoskop.
I tredje afsnit, "Den gale mand" bliver forsikringsselskabet Høje Nord brugt som en del af historien. Dette firma, som visualiseres med samme logo i tv-serien, er også centralt i Olsen-bandens flugt over plankeværket, hvor banden bryder ind i forsikringsselskabet. I seriens fjerde afsnit, "Millioner med mere: Del 1" bliver navnet Holm-Hansen nævnt som en central person i historien, en karakter som ofte optræder i Olsen-banden-filmene.
Martha
I filmen fra 1967 - også af Balling og Bahs - har Skibsreder O.P. Andersen (Helge Kjærulf-Schmidt) "... i nogen tid søgt forhandling med Sheiken af Abradan for at opnå kontrakt på fragten af olie fra de ret nyopdagede rige oliekilder i sheikdømmet. Gennem sine private kanaler har O. P. Andersen nu imidlertid fået oplyst at den Norske skibsreder Tore Amundsen - hans rival og dødsfjende - har taget kontakt til Sheiken og sikret sig et uventet forspring i konkurrencen." Det er utvivlsomt den samme Sheik, som 7 år senere kommer til København efter Bedford-diamanterne i Olsen-bandens sidste bedrifter. I denne film sender de norske turister på Kgs. Nytorv en musikalsk hilsen tilbage til Martha.

## Medvirkende
Denne liste er ufuldstændig; hjælp gerne med at udfylde den.
- Ove Sprogøe som[102] Egon Olsen ("Jeg har en plan!". "Det bliver alletiders kup. Kuppet over alle kup!". "Hundehoveder, og hængerøve!". "Nej, nej, nej!". "Ti stille, sindssyge kvindemenneske!")
- Morten Grunwald som[103] Benny Frandsen ("Skidegodt, Egon!". "Hva' faaaen?!". "Mig? Jeg har sgu ikke...". "Hold så kæft, ikke". "Jeg har sgu da lige fyldt på, for en femmer!". "De dumme svin!".)
- Poul Bundgaard som[104] Kjeld Jensen ("Hvad skal jeg sige til Yvonne?". "Jeg vidste det, jeg vidste det!". "Ja, ja, jeg skal nok". "Hvad gør vi, hvad gør vi?")
- Kirsten Walther som[105] Yvonne Jensen ("Dét siger jeg dig, Egon. Meget har du budt mig gennem alle disse år...". "Vor herre bevares". "...og der er tusind ting..." "Palmer, flisegulv og perleforhæng...")
- Asger Clausen spillede[106] Birger Jensen, Kjelds og Yvonnes søn og Børge Jensens storebror (Olsen-banden). I den første film har Børge også en unavngiven lillesøster.
- Jes Holtsø som[107] Børge Jensen, Kjeld og Yvonnes søn. I Olsen-bandens sidste stik omtales Børge Jensen som selskabstømmer.[108]
- Lene Brøndum som[109] Fie, Børges klodsede kæreste (Olsen-banden ser rødt og -overgiver sig aldrig) (<KLIRRR>"Hovsa!") I sidstnævnte føder Fie en dreng.
- Elin Reimer spillede[110] Fies jordemor (Olsen-banden overgiver sig aldrig)
- Axel Strøbye som[111] Kriminalassistent William Hermod Jensen ("Vil De gerne vide hvorfor?", "Åh Gud! Unge mand!...")
- Ole Ernst som[112] Kriminalbetjent Henning Holm ("Jamen, det er jo ulovligt!")
- Bjørn Watt Boolsen som[113] Politidirektør (Olsen-bandens store kup), J.M.R. Holm Hansen Jr (Olsen-bandens sidste bedrifter), Lensbaron Ulrik Christian Frederik Løvenvold (Olsen-banden ser rødt), Bang-Johansen (Olsen-bandens flugt over plankeværket og over alle bjerge) og Departementschef Hallandsen, Justitsministeriet (i Olsen-bandens sidste stik). ("Manden er totalt idiot." "Men han ved for meget")
- Ove Verner Hansen som[114] Bøffen eller intimiderende håndlanger i nærmest alle film fra og med Olsen-banden går amok (herunder "Frits"[av] i Olsen-banden ser rødt) ("Forsvinde - og blive HELT væk? Jeg ved lige præcis hvordan") samt som Købmand i Onkel Toms Hytte (Olsen-bandens store kup)
- Peter Steen som[115] Kriminalbetjent William Mortensen (Olsen-banden og -på spanden), Jysk Løjtnant (Olsen-banden i Jylland) og Civiløkonom Hallandsen (Olsen-banden overgiver sig aldrig) ("Nåå. Så ses vi snart igen, Egon Olsen.")
- Paul Hagen som[116] Værten Hansen på stamværtshuset hhv. Hamlet og Klippeskæret (Olsen-banden og -på spanden), Hr. Godtfredsen (Olsen-banden på sporet), Mester (Archibald) Hansen (Olsen-banden deruda'[117]) og Maxim's (Paris) Chefkok og saucier (Olsen-banden over alle bjerge)
- Jesper Langberg som[118] Mortensen (Olsen-bandens store kup) samt Politibetjent i observationspost (Olsen-banden går amok)
- Preben Kaas som[119] Dynamit-Harry (Olsen-banden på spanden og -går amok) og den stumme Betterøv (Olsen-banden i Jylland) ("Nå, skidevær' med det..." og "Det' sku sørgeligt, sørgeligt er det!". "Ta en pilsner")
- Poul Reichhardt som[120] "Politichefen, muligvis Philipsen"[121] (Olsen-banden, Olsen-banden på spanden, Olsen-banden på sporet), Knægten (Olsen-bandens store kup), Vagtmand med flaskeskib (Olsen-banden over alle bjerge) m.fl.
- Arthur Jensen som[122] Rejsegodsarbejder (Olsen-banden[123]), Kongen (Olsen-bandens store kup), Parkeringsvagt hhv. på Kgs. Nytorv og foran Børsen (Olsen-banden hhv. deruda' og overgiver sig aldrig), Nattevagt hos Forsikringsselskabet Trofast (Olsen-banden går amok) m.fl.
- Claus Ryskjær som[124] ekspedient i tøjforretning (Olsen-bandens store kup), Yvonnes nevø, Georg (Olsen-banden deruda'), KBG-koordinator (Olsen-banden over alle bjerge) og SDA-portvagt (Olsen-bandens sidste stik)
- Karl Stegger som[125] Mads "Femøre" Madsen (Olsen-banden i Jylland), Havnevagt med hunden(e) Buster (Olsen-banden går amok), Vagtmester i Verdensbanken (Olsen-banden deruda'), K.O.R.S. inspektør (Olsen-banden på spanden), Brandvagt på det Kongelige Teater (Olsen-banden ser rødt), Kok i Rigsregistraturen (Olsen-banden går i krig), m.fl.
- Dick Kaysø som[126] kriminalbetjent Henning Holm (Olsen-banden deruda'), Oprevet skyliftoperatør (for Københavns Belysningsvæsen) (Olsen-banden over alle bjerge) og Bøffens mobbeoffer (Olsen-banden overgiver sig aldrig)
- Poul Glargaard som[127] kriminalbetjent Henning Holm (Olsen-banden går amok), og paspolitibetjent (Olsen-bandens sidste bedrifter)
- Ejner Federspiel som[128] købmanden Hr. Kvist (Bennys chef og kommende svigerfar), Joachim (Baron Løvenvolds butler), Togkontrollør (Olsen-banden) samt Affældig vagtmand i flere af filmene
- Birgitte Federspiel som[129] Ragna Kvist, købmandens datter, Bennys forlovede (Olsen-banden går amok)
- Lotte Tarp som[130] Ulla, model og Bennys forlovede (Olsen-banden)
- Paul Hüttel gæsteoptrådte som[131] Sparekasserøver (Olsen-banden på spanden)[aw]
- Palle Kjærulff-Schmidt (Helge Kjærulff-Schmidts søn)[132] gæsteoptrådte som kasserer i sparekasse (Olsen-banden på spanden)[aw]
- Anders Bodelsen gæsteoptrådte som kasserer i sparekasse (Olsen-banden på spanden)[aw]
- Lily Weiding gæsteoptrådte som[133] dame, der efterstræber Benny (Olsen-bandens sidste bedrifter) (Juhuu, Hr. Frandsen, jeg har set Dem)[134]
- Arve Opsahl gæsteoptrådte som Knut; norsk turist på Kgs. Nytorv, der ikke, hhv. vil hjem til "Grimstad" [sted eller person? -red.], ellers kendt som Egon Olsen i den norske Olsenbande (Olsen-bandens sidste bedrifter)
- Sverre Holm gæsteoptrådte som norsk turist på Kgs. Nytorv, ellers kendt som Benny Frandsen i den norske Olsenbande (Olsen-bandens sidste bedrifter)
- Carsten Byhring gæsteoptrådte som norsk turist på Kgs. Nytorv, ellers kendt som Kjell Jensen i den norske Olsenbande (Olsen-bandens sidste bedrifter)
- Sverre Wilberg gæsteoptrådte som beruset nordmand i lufthavnen, der heller ikke vil hjem til Grimstad, ellers kendt som kriminalinsp. Hermansen i de norske Olsenbande-film (Olsen-bandens flugt over plankeværket)
- Lise Henningsen spillede letlevende dame i de to første film.[135]
- Lise Henningsen som[136] Prostitueret (Olsen-banden)
- Ghita Nørby som[137] Socialarbejder Bodil Hansen (Olsen-banden på spanden), som Egon brænder varm på.
- Annika Persson som[138] Sonja, knægtens  søster (Olsen-bandens store kup)
- Harold J. Stone spillede[29] Serafimo "Spats" Motzarella, amerikansk gangster, formodet leder af Unione Siciliana (Olsen-banden på spanden)
- Svend Bille spillede[29] Direktør for legetøjsfabrikken Scan Toys (Olsen-banden på spanden)
- Bjørn Puggaard-Müller som[139] K.B. Mortensens kollega; betjent der bærer pornografiske bøger (Olsen-banden) og Vagtmand i Nationalbanken (Olsen-banden på spanden) og Departementschef K.V.H. Könich i Rigsregistraturen (Olsen-banden går i krig)
- Helge Kjærulff-Schmidt som[140] trafikleder i DSB's gule palæ, Hr. Brodersen (Olsen-banden på sporet)
- Holger Juul Hansen som[141] Kørelærer Larsen (Olsen-banden deruda') og underdirektør Hallandsen i Høje Nord (Olsen-bandens flugt over plankeværket)
- Helle Virkner som[142] Vognmandens Karen (fra Hauerslev) (Olsen banden i Jylland), H.C. Hallandsens sekretær (Olsen-banden går amok) og Højesteretssagfører Huberts Kone (Olsen-bandens store kup)
- Willy Rathnov som[143] Rico (Olsen-banden i Jylland) og Direktør for Daninvest (Olsen-banden overgiver sig aldrig)
- Tommy Kenter som[144] Stenbruds-arbejderen "Luigi" (Olsen-bandens flugt over plankeværket[145]) samt Kjeld Jensen (stand-in for Poul Bundgaard i Olsen-bandens sidste stik)
- Grethe Sønck som[146] Connie, bordelmutter (Olsen-banden) og Ruth, Kjelds veninde (Olsen-bandens sidste stik)
- Benny Hansen som[147] Menig 667345 (Olsen-banden i Jylland) og Politibetjent (i flere af filmene[ax]) og Portør (Olsen-bandens sidste stik) og Tuborg-truckføreren Gummiand (Olsen-banden overgiver sig aldrig)[148]
- Hanne Løye som[149] Prostitueret (Olsen-banden på spanden) og Sekretæren fru Hansen (i flere af filmene) og Frk. Jokumsen, Hallandsens sekretær (Olsen-bandens sidste stik)[150]
- Buster Larsen som[151] Chef-kok hos Maxim Transportable[152] (Olsenbanden ser rødt) og Vagtmester i EF-hovedkvarters boksanlæg (Olsen-banden overgiver sig aldrig)
- Else-Marie Juul Hansen spillede[153] lensbaronens husholderske (Olsen-banden ser rødt)
- Palle Huld spillede[154] den lille gæsterolle som pornodirektør Hallandsen (Olsen-banden ser rødt)
- Tom McEwan som[155] Porcelænsbutikkens indehaver (Olsen-banden går i krig) samt Tyrkisk taxachauffør (Olsen-bandens flugt over plankeværket) ("Jaja, bare hel fedt, mand!" og "De har teget vores røv.")
- Kai Løvring som[156] Liderlig hotelinspektør (Olsen-banden over alle bjerge)
- Gyda Hansen spillede[157] Rengøringsdame, "der har fået nok"[ay] i (Olsen-banden over alle bjerge)
- Ernst Meyer som[158] næsten fast birolle som Tankpasser (Olsen-banden), Bilist under biljagt (Olsen-banden på spanden), samt politibetjent (flere af filmene).
- Holger Perfort som[159] næsten fast birolle som Træner for Politiets kørende personale, (Olsen-bandens sidste bedrifter) Carlsberg-lagerchef (Olsen-banden over alle bjerge) m.fl.
- Poul Thomsen som[160] fast "mindre indslag" som Værkfører på legetøjsfabrikken (Olsen-banden på spanden)[29] Købmand (Olsen-banden deruda'), Politibetjent, KS Bus-chauffør, hvis' linie 2-bus Olsen-banden stjæler[az] (Olsen-bandens sidste bedrifter), DSB-Godsmedarbejder (Olsen-banden på sporet), Taxachauffør, der spiser morgen-skipperlabskovs) (Olsen-banden ser rødt), "Plante-pusler"[161] på Københavns Rådhus (Olsen-banden går i krig) m.fl.
- Knud Hilding som[162] næsten fast birolle som Færgemand (Olsen-banden), Politibetjent (Olsen-bandens store kup og -går amok), Brovagt på Knippelsbro (Olsen-bandens sidste bedrifter) og Lokomotivfører (Olsen-banden på sporet).
- Pouel Kern som[163] bitter DSB-gods (Olsen-banden på sporet)) og gammel, afgående (Olsen-banden deruda') -Vagtmand
- Kirsten Norholt i småroller som[164] Stewardesse (Olsen-banden går i krig) og Daninvest-medarbejder (Olsen-banden overgiver sig aldrig) og samt Sekretær for pruttende direktør på Harry's Bar (Olsen-bandens flugt over plankeværket) m.fl.
- Gotha Andersen i småroller som[165] f.eks. Livredder ved Amager Badeanstalt Helgoland (Olsen-bandens store kup) og Mand på cykel ved fangetransport i Ingerslevsgade (Olsen-banden går amok)
- Per Pallesen i småroller som[166] Politimand, Vagtmand i EF-hovedkvarter m.fl.
- Henrik Koefoed som[167] B. Holm Hansen eksp. sekr.[168], senere dept. chef i Justitsministeriet (Olsen-banden sidste stik)
- Alf Andersen som[169] Sheiken af Abradan (Olsen-bandens sidste bedrifter) og som Nordmand i blå sweater hos Dovre Oil (Olsen-banden på sporet) og som Hallandsen (Olsen-banden deruda')
- Jess Ingerslev som[170] Rørpostmedarbejder (Olsen-bandens flugt over plankeværket)
- Søren Strømberg som[171] Tv-speaker (Olsen-bandens store kup) og Bang-Johansens chauffør (Olsen-banden overgiver sig aldrig)
- Birger Jensen som[172] Helmer, Dynamit-Harrys lærling (Olsen-banden på spanden), ung tiltrædende vagt (Olsen-banden deruda') og arkiv-funktionær Hoffmann (Olsen-banden går i krig)
- Bjarne Adrian som[173] Vagtmand (Olsen-banden deruda') og Skraldemand (Olsen-banden går i krig) og Lufthavnsbetjent (Olsen-bandens flugt over plankeværket)
- Ebba Amfeldt som[174] Ekspedient i porno-butik (Olsen-banden)
- Gunnar Strømvad var[175] Nattevagt i Murergade (Olsen-banden)
- Bjørn Spiro spillede[176] Mand der bliver skygget (Olsen-banden)
- Ulf Pilgaard som[177] Porno-fotograf (Olsen-banden)
- Ole Monty som[178] Sheriffen (Olsen-banden)
- Gunnar Bigum som[179] Landbetjent på knallert (Olsen-banden)
- Einar Juhl spillede[180] Vesttysklands ambassadør i Danmark (Olsen-banden)
- Valsø Holm spillede[181] Bondemand med defekt bil (Olsen-banden) og Betjent (Olsen-bandens sidste stik)
- Asbjørn Andersen som[182] Sagfører (H) og samler af sølvtøj (Olsen-bandens store kup) og som Skuespiller i Christian 4.-kostume på DKT (Olsen-banden ser rødt)
- Bent Mejding som[183] Kapelmester, Det Kongelige Kapel (Olsen-banden ser rødt)
- Jørgen Beck som[184] Overtjener (Olsen-bandens store kup) og Brovagt på Lange(jernbane)bro (Olsen-banden på sporet) og Vagtmand (Olsen-banden deruda') og Rådhustjener (Olsen-banden går i krig)
- Jesper Klein som[185] Forsikringsekspedient (Olsen-bandens flugt over plankeværket) samt beruset fangevogter (Olsen-bandens sidste stik)
- Freddy Koch som[186] den hollandske herre (Olsen-banden ser rødt) og som Ziegelhofer (manden i Schweiz) (Olsen-bandens sidste bedrifter)
- Holger Vistisen som[187] Præst (Olsen-banden på spanden') og som Inspektør (Olsen-bandens store kup) og Polititekniker (Olsen-banden går amok) og som Mand foran bank (Olsen-banden deruda) og som arkiv-funktionær (Olsen-banden går i krig) og som EF-embedsmand (Olsen-banden overgiver sig aldrig) og som Indehaver af pelsforretning (Olsen-bandens flugt over plankeværket)
- Edward Fleming spillede[188] flere småroller: Motorcykelbetjent (Olsen-banden) og Lufthavnsbetjent (Olsen-bandens store kup) og Chauffør (Olsen-banden ser rødt) og Vagtmand (Olsen-banden deruda') og Den sorte Baron (Olsen-banden går i krig) og Civilbetjent/livvagt (Olsen-banden overgiver sig aldrig) og Bang-Johansens bodyguard i Paris (Olsen-banden over alle bjerge)
- Palle Wolfsberg som[189] Grise-Hansen (Olsen-bandens sidste bedrifter)
- Solveig Sundborg havde en række småroller som[190] Dame der skriger (Olsen-banden) og som Nabokone (Olsen-bandens store kup) og som Dame i butik (Olsen-banden går amok) og som Fodgænger (Olsen-bandens sidste bedrifter) og som Buspassager (Olsen-banden deruda') og som Dame på bænk (Olsen-banden går i krig) og som Vred dame ved telefonboks (Olsen-banden overgiver sig aldrig)
- Finn Storgaard som[191] Betjent i badebukser (Olsen-banden på sporet)
- Kirsten Hansen-Møller havde småroller som[192] Forvirret kvindelig bilist (Olsen-banden på spanden) og som Betjent i badebuksers kone (Olsen-banden på sporet) og som Passager (Olsen-banden deruda') og som Kantinedame (Olsen-banden går i krig) og som fordomsfri kvinde i bus (Olsen-banden over alle bjerge)
- Claus Nissen havde flere småroller som[193] Motorcykelbetjent (Olsen-banden) og som Betjent (Olsen-banden går amok) og som psykologen Mathias Gali (Olsen-banden ser rødt) og som Mand ved ølautomaten (Olsen-banden går i krig) og som KBG-mand (Olsen-banden over alle bjerge)
- Jens Okking havde småroller som[194] Opvasker (Olsen-bandens store kup) og som Gorilla, der låser fryseboks (Olsen-banden går amok)
- Bertel Lauring havde flere småroller som[195] anden tjener (Olsen-bandens store kup) og som flyttebuschauffør (Olsen-banden på sporet) og som Taxachauffør (Olsen-banden går i krig) og som Tuborg-drikkende Carlsberg-ølmand (Olsen-banden over alle bjerge)
- Søren Rode spillede[196] småroller i flere film: Mand ved busstoppested (Olsen-banden) og Fremmedarbejder med familiefotos (Olsen-bandens store kup) og Civilbetjent (Olsen-banden går amok) og Repræsentant fra Ordenskapitlet (Olsen-banden ser rødt) og overarkivar (Olsen-bandens sidste stik)
- Claus Bue arkivar i Udenrigsministeriet (Olsen-bandens sidste stik)
- John Hahn-Petersen havde småroller som[197] Mand fra skattevæsnet (Olsen-banden på sporet) og som Politiassistent (Olsen-banden overgiver sig aldrig)
- Vera Gebuhr spillede[198] Ministerfrue med rengøringsvanvid og hang til portvin (Olsen-banden overgiver sig aldrig)
- Emil Hass Christensen spillede[199] Fængselsinspektør (Olsen-banden går i krig)
- Bjarne Liller som[200] Musiker udenfor Vridsløse statsfængsel (Olsen-banden går i krig)
- Bo Christensen spillede[201] den tyske forbindelse med diplomatpas (Olsen-bandens sidste bedrifter)
- Kurt Ravn spillede[202] slamsugerchauffør (Olsen-bandens flugt over plankeværket) og var (stand-in) for Kjeld Jensens stemme (Olsen-bandens sidste stik)
- Bendt Rothe spillede[203] Fransk overtjener (Olsen-banden over alle bjerge)
- Martin Miehe-Renard spillede[204] lille rolle som Tjener på Maxim's (Olsen-banden over alle bjerge)
- Sisse Reingaard spillede[205] Bilist i gul Renault (Olsen-banden deruda')
- Christiane Rohde spillede[206] Kantinedame med bakke (Olsen-bandens flugt over plankeværket)
- Henning Palner spillede[207] Luftkaptajn (Olsen-banden går i krig)
- Bjørn Ploug spillede[208] Pasbetjent (Olsen-bandens flugt over plankeværket)
- John Martinus spillede[209] Rådhustjener (Olsen-banden går i krig)
- Bente Andersen som[210] Pige på stranden (Olsen-banden i Jylland)
- Tina Reynold som[211] Pige på stranden (Olsen-banden i Jylland)
- Allan Olsen spillede[212] Rekvisitør på Nordisk Film (Olsen-bandens sidste stik)
- Asger Reher spillede[213] betjent i Justitsministeriet, assistent for Egon i kuppet mod Udenrigsministeriets arkiv (Olsen-bandens sidste stik)
- Henrik Lykkegaard spillede[214] Vagtchef i SDA (Olsen-bandens sidste stik)
- Troels II Munk spillede[215] Betjent i Justitsministeriet, der foretager indbrudsforsøg i Udenrigsministeriets arkiv (Olsen-bandens sidste stik)
- Henning Sprogøe (Ove Sprogøes søn[216]) spillede[217] betjent i Justitsministeriet, der foretager indbrudsforsøg i Udenrigsministeriets arkiv (Olsen-bandens sidste stik)

## Bandens bil
Olsen-banden kører stort set altid rundt i en stor "flyder" fra USA, og denne bil har næsten lige så stor legendestatus som banden selv, men faktisk blev bilen skiftet ud adskillige gange.
| Nr. | Film                                  | Bilmodel           | Årgang | Registreringsnummer |
| --- | ------------------------------------- | ------------------ | ------ | ------------------- |
| 1   | Olsen-banden                          | Plymouth Belvedere | 1959   | KH 28 666           |
| 2   | Olsen-banden på spanden               | Chevrolet Biscayne | 1959   | AU 52 275           |
| 3   | Olsen-banden i Jylland                | Chevrolet Impala   | 1961   | KA 89 955           |
| 4   | Olsen-bandens store kup               | Chevrolet Bel Air  | 1960   | CK 50 063           |
| 5   | Olsen-banden går amok                 | Chevrolet Bel Air  | 1960   | CK 50 063           |
| 6   | Olsen-bandens sidste bedrifter        | Chevrolet Bel Air  | 1959   | CY 51 323           |
| 7   | Olsen-banden på sporet                | Chevrolet Bel Air  | 1960   | AE 52 040           |
| 8   | Olsen-banden ser rødt                 | Chevrolet Bel Air  | 1959   | AU 51 189           |
| 9   | Olsen-banden deruda'                  | Chevrolet Bel Air  | 1959   | AE 52 040           |
| 10  | Olsen-banden går i krig               | Chevrolet Bel Air  | 1959   | KD 22 528           |
| 11  | Olsen-banden overgiver sig aldrig     | Chevrolet Bel Air  | 1959   | KD 22 528           |
| 12  | Olsen-bandens flugt over plankeværket | Chevrolet Bel Air  | 1959   | KD 22 528           |
| 13  | Olsen-banden over alle bjerge         | Chevrolet Biscayne | 1959   | KD 22 528           |
| 14  | Olsen-bandens sidste stik             | Ford Transit       | 1986   | PE 94 696           |

## I populærkulturen

### Egon Olsens vej
Olsen-banden-filmene – og især Ove Sprogøe – er blevet hædret på ganske særlig vis. Et fællestræk for alle filmene er, at Egon Olsen bliver løsladt fra Vridsløselille Statsfængsel og går ned ad den gamle Fængselsvej i Albertslund, hvor Benny og Kjeld henter ham. Da Ove Sprogøe døde i tirsdag d. 14. september 2004, 84 år gammel, blev det foreslået, at vejen skulle have navn efter hele Danmarks vaneforbryder, Egon Olsen. Efter nogen modvilje bøjede Albertslund Kommune sig i december 2004. Den 21. december 2004 (på Ove Sprogøes fødselsdag) ændrede kommunen en del af vejens navn til Egon Olsens Vej (den del af vejen, som man ser i filmene, som fører fra fængslets hovedindgang til Roskildevej).[kilde mangler]

### Kærlighed mellem medvirkende
Lily Weiding, der i Olsen-bandens sidste bedrifter jagtede Benny, indgik i 1980 ægteskab med Morten Grunwald; ægteskabet varede til hans død i 2018.

### Dronning Margrethe klædt ud som Yvonne
I filmen, Olsen-banden går i krig, er dronning Margrethe nævnt. Hendes Majestæt Dronning Magrethe har vist, at hun synes om Olsen-banden: I 2016 var dronning Margrethe og prins Henrik til privat nytårsfest klædt ud som Yvonne Jensen henholdsvis “Bøffen med skruenøgle i den ene hånd og en håndbajer i den anden”; og Bent Fabricius-Bjerre var klædt ud som Egon Olsen.

### Politikere fandt inspiration i Olsen-banden
Selvom Kriminalassistent Jensen ikke omtaler politikere pænt (Olsen-banden overgiver sig aldrig m.fl.), så beskyldte flere politikere i 2016 hinanden for at minde om karakterer i Olsen-banden.
Efterfølgende fejrede DR den første Olsen-banden-films 50 års jubilæum med en quiz for bl.a. politikeren Mette Frederiksen.

### "Kuppet over alle kup"
I 1998 blev singlen "Kuppet over alle kup" udgivet. Det var et sammenklip af forskellige lydklip fra filmene lagt over et beat og nogle gange temaet fra filmene.

### Udbredelse i det tidligere DDR
De synkroniserede versioner af serien har også været meget populære i det tidligere DDR og kan stadig ses regelmæssigt på de regionale tv-stationer. Mere end 3000 personer er medlem af den tyske Olsenbanden-fanklub. Betterovs kunstnernavn, en musiker fra Thüringen, er en reference til den navnkundige bifigur Betterøv i serien.

### Tæt på Sandheden
I 2022 lavede Tæt på Sandheden en parodi på Olsen-Banden kaldet Inger-Banden på Spanden i forbindelse med Inger Støjbergs løsladelse, hvor figurerne Egon, Benny og Kjeld var udskiftet med Inger Støjberg, Kristian Thulesen Dahl og Martin Henriksen spillet af hhv. Christiane Gjellerup Koch, Jonatan Spang og Ari Alexander.

## Udstillinger og museer
Rundt om i Danmark findes en række udstillinger og lejlighedsvise særudstillinger på museer til Olsen-bandens ære:
- Nordisk Film[234][235]
- Valby Lokalhistoriske Selskab & Arkiv[236]
- Bunkermuseum Hanstholm[20]
- Thorvaldsens Museum[237]
- Viborg Museum[238]
- Kasper Elmegaard Hansen i Fensmark har minimuseum med Olsen-Banden i kælderen.[239]
- På Bogø Havns færgeleje[240] findes fotos fra den første film Olsen-banden[18] (1968).
- Det gule palæ,[241] som var centralt i Olsen-banden på sporet, er blevet flyttet[242] til Gedser.[243][244]
- Den 1. juni 2025 fik Olsen Banden en statue ved Tingstedet i Valby.[245][246]

## Dokumentarer
I portrætprogrammet Skide Godt Egon! på TV 2 fortalte Ove Sprogøe om sit liv og roller, heriblandt sin rolle i Olsen-banden.
I 2005 producerede DR mindeprogrammet Skide godt, Balling! om Erik Balling i forbindelse med hans død, som gennemgik hans karriere, heriblandt tiden med Olsen-banden.
I 2015 producerede Nordisk film dokumentaren Historien om Olsen-Banden, hvor en flere medvirkende fra filmene deltog og talte om deres roller, indspilningerne, Balling og Bahs arbejde samt filmene generelt. Dette talte Bent Fabricius-Bjerre (om temaet), Morten Grunwald, Jesper Langberg, Ghita Nørby og Allan Olsen.
I 2018 producerede TV2 den todelte dokumentar Olsen-banden for altid.
Komikeren Pelle Lundberg har i podcasten Skide Godt Egon gennemgået de 14 film med en række forskellige gæster.

### Danske bøger
- Poul-Ove Kühnel & Paul-Jørgen Budtz: Olsen Banden. København 1981.
- Per Thygesen Poulsen: Ledelse ifølge Olsen Banden. Jyllands-Postens Erhvervsbogklub, Viby J. 1999, ISBN 87-90605-78-0
- John Lindskog, Skide godt Egon! : 30 år med Olsen Banden, Lademann, 1999. ISBN 87-15-10170-3
- Jens Andersen m.fl., Olsen Bandens Jylland : en guide til stederne i "Olsen-Banden i Jylland", 2006
- John Lindskog: Olsen Banden for evigt, 2021, 4. udgave (Revideret og opdateret udgave), People’s Press, ISBN 9788772385631
- Morten Grunwald: Min tid i gule sokker, People's Press, 2013, ISBN 978-87-7137-038-6
- Christian Monggaard, Historien om Erik Ballings Olsen-banden, 2014, e-bog
- Christian Monggaard: Olsen Banden, BOOK LAB,[251] 2018, ISBN 978-87-970035-1-0

### Tyske bøger
- Hauke Lange-Fuchs: „Ich habe einen Plaan!“ Lübeck 1997, ISBN 3-924214-48-4

- Frank Eberlein & Frank-Burkhard Habel: Die Olsenbande. Das große Buch für Fans. Schwarzkopf und Schwarzkopf, Berlin 1996, udvidet ny udgave 2000, ISBN 3-89602-056-0
- Frank Eberlein: Das große Lexikon der Olsenbande. Berlin 2001, ISBN 3-89602-361-6
- Otto Frello: Die Olsenbande und ihr großer Coup. Holzhof, Dresden 2008, ISBN 978-3-939509-95-0